# Beknopte chronologie van de islam
Dit is een beknopte chronologie van de islam.
Voor een uitgebreider overzicht zie de geschiedenis van de islam.

## Mohammed en eerste kaliefen (609-661)
- Omstreeks 570 wordt in Mekka Mohammed geboren. Hij is volgens de islamitische traditie de profeet die de vervolmaking van de openbaringen van God zal ontvangen, nadat eerdere profeten, onder andere Musa (Mozes), Nuh (Noach) en Isa (Jezus) een gedeelte van die openbaringen ontvingen.
- In 610 ontvangt Mohammed als hij mediteert in een grot de eerste openbaringen van God via de engel Djibriel (Gabriël). Twee jaar later begint hij met het geven van zijn eerste preken.
- In 622 vertrekt Mohammed door de vijandige houding van de Qoeraisj uit Mekka naar Yathrib (nu Medina). Deze migratie noemt men de hidjra en markeert het begin van de islamitische jaartelling. Vanuit Yathrib weet Mohammed grote politieke en religieuze invloed te verwerven, onder meer door allianties aan te gaan met de verschillende Arabische stammen.
- In 630 kan Mohammed weer terug te keren naar Mekka. Door het plegen van gewelddadige raids op de karavaanroute[1] krijgt hij Mekka op de knieën. Zo wordt de pre-islamitische Ka'aba veranderd in een heiligdom waar slechts de ene God zal worden aanbeden en de 360 afgodsbeelden die er tot dan toe werden aanbeden worden vernield. Volgens de islamitische traditie wordt de Ka'aba hierdoor opnieuw het middelpunt van de aanbidding van God, waarvoor het na de schepping van de aarde bedoeld was.
- In 632 sterft Mohammed. De opvolgers van Mohammed worden kaliefen genoemd. De eerste vier kaliefen worden door de soennieten de rasjidoen  of rechtgeleide kaliefen genoemd. Zij zijn Aboe Bakr (632-634), Omar ibn al-Chattab (634-644) Oethman ibn Affan (644-656) en Ali ibn Abu Talib (656-661). Met name Omar verovert veel gebieden, bekering tot de islam is geen hoofddoel in de veroverde gebieden. Onder de derde kalief, Oethman ibn Affan, begon het proces van officiële codificatie van de verzamelde teksten van de Koran.
- In 636 veroveren de Arabieren Syrië (Slag bij de Jarmuk).
- In 661 wordt Ali nabij de stad Koefa gedood. Hij is de neef en schoonzoon van Mohammed en de vierde rechtegeleide kalief en de eerste sjiitische kalief. Na zijn dood wordt de scheiding tussen soennieten en sjiieten definitief; de soennieten kiezen voor de soenna van Mohammed, de sjiieten kiezen voor de Sji'iat Ali (de partij van Ali) en hechten veel waarde aan de familieleden van Ali.

## Kalifaat van de Omajjaden (661-750)
- Van 661-750 regeert het kalifaat van de Omajjaden. Damascus wordt de hoofdstad van de Omajjaden, die overigens eveneens uit Mekka afkomstig zijn. Verschillende malen worden aanvallen ondernomen richting Constantinopel, de hoofdstad van het Oost-Romeinse Rijk.
- In 680 wordt Hoessein ibn Ali ibn Abu Talib, de leider van de sjiieten die in opstand komt tegen de Omajjaden, nabij de stad Karbala gedood. Zijn dood wordt nog elk jaar herdacht tijdens Ashoera.
- In 691 wordt de Koepel van de Rots in Jeruzalem gebouwd.
- In 711 worden de Visigoten door islamitische Arabieren in Spanje verslagen, tijdens de islamitische verovering van het Iberisch Schiereiland. Zij rukken op tot aan de Pyreneeën. Deze moslims worden Moren genoemd.
- Nadat de Moren de Pyreneeën zijn overgestoken worden zij in 732 door Karel Martel in de Slag bij Poitiers verslagen. De islam verspreidt zich zodoende niet verder over Europa.
- In 740 roepen keizer Leo III en zijn zoon Constantijn een halt toe aan de veroveringslegers van de Arabieren in de Slag bij Akroinon in het westelijk deel van de Anatolische hoogvlakte.
- In een veldslag in 749 nabij Koefa verslaan de Abbasiden de Omajjaden en nemen zij het kalifaat over.

## Kalifaat van de Abbasiden (750-1258)
- Van 750 tot 1278 vestigt zich het kalifaat van de Abbasiden. De residentie van de Abbasiden is Bagdad. Met name onder de kalief Haroen ar-Rashid (786-809) komt de cultuur tot grote bloei.
- In 755 richt Abd al-Rahman I, een gevluchte Omajjade, in Spanje een zelfstandig islamitisch rijk op. In 929 ontstaat in Spanje het kalifaat Córdoba. Dit kalifaat kent een grote bloeitijd in de 10e eeuw. Het Alhambra en Mezquita is een herinnering aan deze periode.
- 800 - 1100. In deze periode komt de islamitische cultuur tot grote bloei. In het oosten oefent de wijsgeer Avicenna invloed uit. In Spanje heeft, rond 1150, de wijsgeer Averroës veel invloed, vooral voor latere christelijke denkers. Averoës schrijft commentaren op de werken van de Griekse wijsgeer Aristoteles.
- In 1055 veroveren de uit Centraal-Azië afkomstige Turkse Seltsjoeken Bagdad. Zij erkennen echter de suzereiniteit van de kalief, maar nemen wel de wereldlijke macht in handen.
- In 1071 verslaat de Seltsjoekse leider Alp Arslan de Byzantijnse keizer Romanus IV nabij Manzikert; dit resulteerde in de stichting van een sultanaat rond Konya.
- In 1077 wordt Jeruzalem door de Seltsjoeken veroverd. Deze gebeurtenis is aanleiding voor de kruistochten. De Eerste Kruistocht duurt van 1096 tot 1099 en dankzij de verdeeldheid onder de Seltsjoeken resulteert die in de inname van Jeruzalem in 1099 en de stichting van het koninkrijk Jeruzalem.
- In 1189 worden de kruisvaarders door Saladin verdreven uit Jeruzalem, maar hij richt in tegenstelling tot de kruisvaarders geen bloedbad aan.
- In 1258 veroveren de Mongolen Bagdad en zetten de kalief af. Vrijwel alle inwoners van de stad worden vermoord en voorgoed is Bagdad zijn weelde en grandeur kwijt. De Mongolen gaan een eeuw later weer wel tot de islam over.

## Het Ottomaanse rijk (1281-1923)
- 1281-1326. Osman I regeert over het hedendaagse Turkije, dat in de 11e en 12e eeuw geleidelijk onder islamitische invloed komt. Osman weet een groot aantal kleine Turkse gemeenschappen in Klein-Azië om te vormen tot een grote mogendheid, het Ottomaanse rijk. Zijn opvolger is Orhan, de sultan van de Ottomanen.
- In 1356 veroveren de Ottomanen Thracië. Ook nemen zij bezit van Europees gebied.
- In 1453 veroveren de Ottomanen onder Mehmed II Constantinopel.
- In 1492 wordt Granada als laatste koninkrijk van het voormalige kalifaat Córdoba door het katholieke koningspaar veroverd. De islam verdwijnt daarmee van het Iberisch Schiereiland.
- Begin zestiende eeuw zijn er drie grote moslimrijken: de Ottomanen, de sjiitische Safawiden in Iran en de Mogols in India.
- In 1529 wordt Wenen voor de eerste keer belegerd door de Ottomanen.
- In 1683 vindt het tweede en laatste beleg van Wenen plaats.
- In 1789 komt de hervormingsgezinde sultan Selim III op de troon.
- In 1803 bezetten de Saoedi's, een Arabische stam, de voor de islam heilige plaatsen Mekka en Medina.
- Nadat in 1830 de Grieken zich hebben losgemaakt van het Ottomaanse rijk brokkelt laatste in de tweede helft van de 19e eeuw steeds verder af; zo worden in 1878 Servië, Bulgarije en Roemenië onafhankelijk. En in 1881 bezetten de Fransen Tunesië en in 1882 de Britten Egypte.
- Circa 200.000 Armeniërs worden in 1895 afgeslacht door sultan Abdülhamit II omdat hij niet wenst in te gaan op het verzoek van Europese kerken en regeringen om rechten toe te kennen aan de christelijke Armeniërs. Dit zal in 1915 verder escaleren in de Armeense Genocide.
- 1908: revolutie van op Europa georiënteerde officieren, de Jong-Turken, die een modern Turkije wensen en af willen van het absolutisme van het sultanaat.
- Omdat het Ottomaanse Rijk tot de verliezers van de Eerste Wereldoorlog behoort, verliest het al zijn gebieden buiten Turkije. In 1923 werd het sultanaat én kalifaat afgeschaft en Turkije omgevormd tot een republiek onder president Mustafa Kemal Atatürk. De rest van het Ottomaanse Rijk wordt in mandaatgebieden opgedeeld tussen Frankrijk en Groot-Brittannië. Deze mandaatgebieden omvatten het huidige Irak, Jordanië, Israël, Libanon en Syrië.
- In 1926 eindigt een vergadering van islamitische landen om een nieuwe kalief te kiezen zonder resultaat.

## Secularisme versus islam
- In 1921 komt in Iran sjah Reza Pahlavi aan de macht, die de islam langzaamaan een steeds minder prominente rol geeft. Twee jaar later wordt Turkije seculier.
- In 1922 wordt Egypte formeel onafhankelijk, maar de Britten houden controle over het land. In 1928 wordt de islamistische Moslimbroederschap opgericht, de eerste politieke partij gebaseerd op de islam. Islamitische partijen die de verkiezingen winnen, worden echter door de Britten gedwongen afstand te doen van de overwinning ten gunste van seculiere partijen.
- Na de Tweede Wereldoorlog komen diverse islamitische landen onder seculier bestuur: Egypte onder Nasser (1952), Algerije (1954), Syrië en Pakistan (1958). Islam en islamitische waarden soms op hardhandige wijze onderdrukt.
- 1967 Zesdaagse Oorlog tussen Israël en zijn Arabische buurlanden. De vernederende nederlaag voor de Arabieren leidt tot een heropleving van de islam, omdat het secularistische beleid  in de ogen van velen gefaald heeft.
- 1978 - 1979 Iraanse Revolutie, waarbij de repressieve dictatuur van de sjah vervangen wordt door een islamitisch bewind onder leiding van Ruhollah Khomeini.
- 1981 President Anwar al-Sadat wordt vermoord door islamitische extremisten.
- 1991-2000 Het islamistische FIS wint verkiezingen in Algerije, maar deze overwinning wordt door de zittende, seculiere regering (ondersteund door Frankrijk) niet erkend, waarna de Algerijnse Burgeroorlog uitbrak.
- 1991 - 1992 Eerste Golfoorlog, waarbij de Amerikanen en anderen een grote legermacht in het Midden-Oosten op de been brengen. Saddam Hoesseins leger wordt uit Koeweit verdreven.
- 2001 Aanslagen van 11 september 2001, waarbij vier gekaapte vliegtuigen enorme schade aanrichten in New York en Washington D.C.. De daders zijn jonge, goed opgeleide mannen uit voornamelijk Saoedi-Arabië die namens het netwerk Al Qaida van Osama bin Laden opereren. Amerika verklaart hierop de strijd tegen terrorisme, waarna het land zich bevoegd acht het Taliban-bewind uit Afghanistan te verdrijven en later eveneens de (seculiere) Saddam Hoessein uit Irak.
- 2003 - 2010 De onder leiding van de Verenigde Staten staande buitenlandse (overwegend westerse) troepenmachten wekken weerzin bij veel moslims, en spanningen tussen de westerse en de islamitische wereld lopen op, waarbij een tijdlang veel sympathie is voor Al Qaida, totdat dat overgaat tot meer bloedige aanslagen met veel onschuldige slachtoffers.
- 2005 - 2006 Deense cartoonrellen
- 2010 - heden Een reeks volksopstanden tegen (seculiere) dictators in de Arabische wereld, bekend geworden als de Arabische Lente, brengt belangrijke politieke, religieuze en maatschappelijke verschuivingen teweeg: in Tunesië, Egypte en Jemen worden de dictators na grote straatprotesten met enkele honderden doden verdreven, in Libië breekt een acht maanden durende burgeroorlog uit die rebellen na militaire steun van de NAVO en enkele andere landen winnen, in de overige Arabische landen houden de regimes stand en worden protesten gewelddadig neergeslagen, in Syrië is er nog een burgeroorlog gaande tussen soennitische rebellen en niet-soennitische aanhangers van president Bashar Assad. In Tunesië, Libië en Egypte werden voor het eerst in decennia vrije verkiezingen gehouden, maar staan zowel de prille democratie als de rechtsstaat onder druk door antidemocratische islamisten en (gewapende) salafisten enerzijds en lokale milities (Libië) en een coupplegend leger (Egypte) anderzijds en duurt politiek-religieuze onrust voort. In 2012-2013 woedde de Malinese Burgeroorlog tussen de Malinese regering, islamistische en nationalistische rebellen. Sinds mei 2013 vinden er in Turkije protesten plaats tegen het islamistische bewind van premier Erdogan.
- September 2012 Innocence of Muslims-rellen en -aanslagen